# Turdus hauxwelli
Turdus hauxwelli là một loài chim trong họ Turdidae.